# Altstadt Spandau (stacja metra)
Altstadt Spandau – stacja metra w Berlinie, w dzielnicy Spandau, w okręgu administracyjnym Spandau, na linii U7. Stacja została otwarta w 1984.